# Kano (rapper)
Kano, pseudonimo di Kane Brett Robinson (Londra, 21 maggio 1985), è un rapper e attore britannico.
Kano viene considerato come uno dei pionieri e maggiori innovatori del genere Grime, sia come solista sia come membro del collettivo N.A.S.T.Y. Crew. 
È stato premiato come 'Best Newcomer' ai MOBO Awards del 2005 e successivamente ha vinto il premio per il miglior album dell'anno nell'edizione dei MOBO Awards del 2016 con Made in the Manor. 
È anche noto per aver interpretato Gerard 'Sully' Sullivan nella serie Top Boy.

## Biografia
Kano è nato e cresciuto nel quartiere East Ham di Londra da genitori di origine giamaicana. Prima di intraprendere la carriera musicale ha mostrato interesse per il calcio, partecipando anche a provini con Chelsea e Norwich City all'età di 13 anni. 
Ha frequentato brevemente l'Università di Greenwich, che ha abbandonato per concentrarsi sulla carriera musicale.
Cresciuto in un ambiente musicalmente stimolante, ha iniziato a interessarsi al Grime, sottogenere dell'UK garage molto in voga nei primi anni 2000 a Londra.

## Carriera Musicale

### Primi anni
Dopo aver passato i primi anni della sua carriera praticando il Freestyle, Kano ha registrato il suo primo singolo Boyz Love Girlz, particolarmente apprezzato da un giovane Dizzee Rascal, che lo ha convinto a registrare in studio la traccia. 
Dopo una revisione da parte di Kano, Boyz Love Girlz ha iniziato a diffondersi nell'ambiente Grime londinese, grazie anche all'aiuto della radio pirata 'Deja Vu' che l'ha trasmessa costantemente.
Il successo del suo primo singolo ha fatto guadagnare a Kano un posto nella N.A.S.T.Y. Crew, fondata dal DJ e MC Marcus Nasty, che comprendeva altri artisti Grime come Ghetts, Jammer e D Double E. La N.A.S.T.Y Crew in quel periodo gestiva anche un programma radiofonico, mandato in onda sulla radio pirata 'Deja Vu', a cui hanno partecipato sia artisti emergenti che artisti già noti al pubblico, come Wiley o Dizzee Rascal.

### Home Sweet Home(2005)
Grazie all'incremento di popolarità dato dall'entrare a far parte della N.A.S.T.Y. Crew, Kano ha firmato un contratto da solista con l'etichetta discografica 679 e abbandonato il collettivo. Spinto dalla nuova notorietà ha poi pubblicato i singoli Ps & Qs e Typical Me, che verranno poi incorporati nel suo primo album solista Home Sweet Home.
Home Sweet Home è un album che nonostante non rispetti i canoni tipici della musica Grime presenta molte caratteristiche comuni con il suddetto genere, unendo a esso influenze dei generi UK Garage e Drum and bass. All'album hanno collaborato artisti Grime già affermati come Ghetts e Leon The Lion.
Nello stesso anno Kano ha vinto il premio come 'Best Newcomer' ai MOBO Awards.

### London Town(2007)
Nonostante Home Sweet Home sia stato un grande successo nella scena Grime inglese, in quel periodo Kano ancora non era ancora riuscito a raggiungere un pubblico non legato al Grime. 
Con London Town Kano ha unito sia tracce riconducibili al suo genere di appartenenza, sia altre che miravano ad un successo più 'mainstream', ispirandosi in particolare al movimento Hip Hop statunitense.
London Town tratta principalmente della situazione sociale dei quartieri londinesi e dell'uso di armi e violenza, alternando però tracce con connotazioni completamente diverse, che puntavano ad essere passate nelle principali radio inglesi. Questo approccio ha tuttavia avuto un effetto opposto a quello aspettato, portando l'album a riscuotere decisamente meno successo rispetto al suo predecessore Home Sweet Home.
Tra gli artisti che hanno presenziato all'interno dell'album spiccano il front man di Blur e Gorillaz Damon Albarn e l'MC e DJ giamaicano Vybz Kartel.

### 140 Grime Street(2008)
Nel 2008 Kano ha lasciato l'etichetta 679 e nello stesso periodo ha lanciato il suo terzo album, 140 Grime Street, un manifesto di lealtà verso il genere che l'ha portato al successo.
Nell'album Kano ha risposto alle critiche che gli erano state mosse di aver abbandonato e "tradito" il genere Grime per cercare più successo nell'ambiente mainstream.
Tra i featuring all'interno dell'album sono presenti alcuni dei nomi più in voga del rap inglese come Wiley e Skepta.

### Method to the Maadness(2010)
Durante il periodo tra il suo terzo e quarto album Kano ha espanso la sua concezione musicale, collaborando con artisti completamente estranei al genere Grime come i già citati Gorillaz. Questo l'ha portato a voler spaziare tra i differenti generi musicali e a integrarli nella sua stessa musica.
Con queste premesse nel 2010 ha pubblica il suo quarto album, Method to the Maadness, che comprende influenze Dubstep, Hip-Hop e Indie Rock, sempre mantenendo lo stile che da sempre l'ha contraddistinto.
Mentre 140 Grime Street è stato concepito come album di ritorno completo al Grime, Method to the Maadness è nato come il suo esatto opposto, portando i fan di Kano più affezionati a non apprezzare questo nuovo approccio.

### Made In the Manor(2016)
Escludendo la sporadica uscita di qualche mixtape, Made In the Manor è stata la prima grande uscita di Kano dopo Method to the Maadness.
Made In the Manor viene considerato come un album autobiografico, dove viene seguita la narrativa della crescita sia personale che musicale di Kano, che racconta tutte le esperienze di vita avute dall'uscita del suo primo album.
Tra gli artisti presenti nell'album si trovano sia due collaboratori di vecchia data, ovvero Damon Albarn e Wiley, sia due nuovi volti come Giggs e Jme.
Made in the Manor è stato premiato come miglior album dell'anno ai MOBO Awards del 2016.

### Hoodies All Summer(2019)
Nel 2019 Kano ha pubblicato il suo sesto album, Hoodies All Summer. I temi principali affrontati in quest'ultima fatica sono la povertà, il razzismo e l'uso di droga, armi e violenza tra i quartieri londinesi ed i ragazzi che li popolano. Anche se questi argomenti erano già stati trattati nel suo album del 2007 London Town, questa volta Kano ha denunciato e criticato questa situazione sociale, rivolgendosi soprattutto ai più giovani ed esponendo i rischi che questo stile di vita comporta.
In particolare la traccia Trouble, assieme al video musicale, rappresenta questi concetti, e durante il ritornello critica la classe politica britannica su come essa non agisca per arginare queste problematiche, in quanto le conseguenze portate da questa realtà sociale non la coinvolgono direttamente.
A livello musicale il progetto contiene le influenze che da sempre hanno caratterizzato Kano come artista, ossia il Grime, l'Hip-Hop e la Dancehall Giamaicana.

## Carriera cinematografica
Oltre a proseguire la sua carriera musicale, nel corso degli anni Kano ha partecipato a diverse produzioni cinematografiche, dove ha potuto interpretare sia personaggi immaginari, sia sé stesso.
La sua prima apparizione avviene come comparsa nel film del 2006 Rollin' with the Nines, diretto da Julian Gilbey, dove ha interpretato un rapinatore armato.
Il suo primo ruolo vero e proprio lo ottiene partecipando al film Point Blank (2007), dove ha interpretato Akil, che insieme al suo collega Emir prende in ostaggio una giovane studentessa australiana di nome Sandy.
Cinque anni dopo è tornato nel mondo del cinema interpretando il criminale e spacciatore Mark nel film Tower Block (2012). 
Nel 2018 ha interpretato sé stesso all'interno del film e documentario Rudeboy - La storia della Trojan Records, che racconta l'ascesa e importanza culturale dell'etichetta Trojan Records e dell'intreccio tra la cultura giamaicana e quella inglese. 
Ha ottenuto il primo ruolo da protagonista assoluto nel film The Kitchen, prodotto da Netflix e scritto dall'attore britannico Daniel Kaluuya, in uscita nel 2023. Il film racconterà di una distopica Londra del prossimo futuro dove sarà estrema la differenza tra ricchi e poveri, tema tra l'altro già affrontato dallo stesso Kano nei suoi precedenti album.

### Top Boy
Kano è anche celebre per aver interpretato il ruolo di Gerard 'Sully' Sullivan nella serie televisiva britannica Top Boy.
La serie è ambientata nel quartiere residenziale Summerhouse, situato ad Hackney, Londra, e racconta principalmente della vita di due criminali e spacciatori, Sully e Dushane, rispettivamente interpretati da Kano e Ashley Walters.
La serie è stata mandata in onda per la prima volta nel 2011 dalla rete televisiva britannica Channel 4, che ne ha prodotto due stagioni fino al 2014 quando ha deciso di cancellarla.
Nel 2017 il sito di streaming Netflix, con la partecipazione del rapper canadese Drake, ha deciso di produrre un revival della serie, dove è stata confermata la maggior parte del cast originale a cui vengono aggiunti nuovi volti tra i quali i rapper britannici Dave e Little Simz.

## Altre apparizioni
Kano ha interpretato sé stesso nel videogioco del 2007 Def Jam: Icon.

## Discografia

### Album[25]
| Titolo                 | Data di uscita    | Etichetta       |
| ---------------------- | ----------------- | --------------- |
| Home Sweet Home        | 27 giugno 2005    | 679             |
| London Town            | 10 settembre 2007 | 679             |
| 140 Grime Street       | 29 settembre 2008 | BPM             |
| Method to the Maadness | 30 agosto 2010    | BPM             |
| Made in the Manor      | 4 marzo 2016      | BPM, Parlophone |
| Hoodies All Summer     | 30 agosto 2019    | BPM, Parlophone |

### Mixtape[25]
| Titolo                        | Anno di uscita | Etichetta    |
| ----------------------------- | -------------- | ------------ |
| Beats + Bars                  | 2005           | Indipendente |
| Mixtape                       | 2007           | Indipendente |
| MC N.1                        | 2008           | Indipendente |
| Jack Bauer: The 7 Day Edition | 2010           | Indipendente |
| Girls Over Guns               | 2011           | Indipendente |
| Jack Bauer 2.4                | 2012           | Indipendente |

### EP
| Titolo           | Anno di uscita | Etichetta    |
| ---------------- | -------------- | ------------ |
| 48 Bars Vol.1    | 2008           | Indipendente |
| Not 4 The A List | 2011           | Indipendente |

## Cinematografia

### Film
| Titolo                                   | Anno di uscita | Ruolo      |
| ---------------------------------------- | -------------- | ---------- |
| Rollin' with the Nines                   | 2006           | Rapinatore |
| Point Blank                              | 2007           | Akil       |
| Tower Block                              | 2012           | Mark       |
| Rudeboy - La storia della Trojan Records | 2018           | Kano       |
| The Kitchen                              | 2023           | Izi        |

### Serie TV
| Titolo               | Anno       | Ruolo | Stagioni |
| -------------------- | ---------- | ----- | -------- |
| Top Boy: Summerhouse | 2011-2014  | Sully | 1/2      |
| Top Boy              | 2017- 2024 | Sully | 3        |